# Impost
.
Impost je naziv za umetak između kapitela i luka, najčešće u obliku obrnute krnje piramide, kocke ili deblje ploče. 
Štiti kapitel od direktnog pritiska tereta. 
Osobito se koristio u kasnoantičkoj, bizantskoj i romaničkoj arhitekturi.
Često je reljefno ukrašen.
Neki autori nazivaju ga i „ležaj“.

## Vansjke poveznice
|  | Zajednički poslužitelj ima još gradiva o temi Impost |